# Thailändska tecknade serier
Thailändska tecknade serier är tecknade serier producerade i/från Thailand.  Jämfört med serietraditionerna i Japan, Sydkorea, Hongkong, Indien och Filippinerna är det en relativt begränsad marknad, och internationellt har endast ett fåtal serier fått spridning. Bland dem inom landets gränser mest framgångsrika serierna utmärker sig framförallt humorserierna Noo Hin (หนูหิ่น) av Phadung Kraisri och PangPond (ปังปอนด์) av Pakdee Saentaweesuk.

## Historik

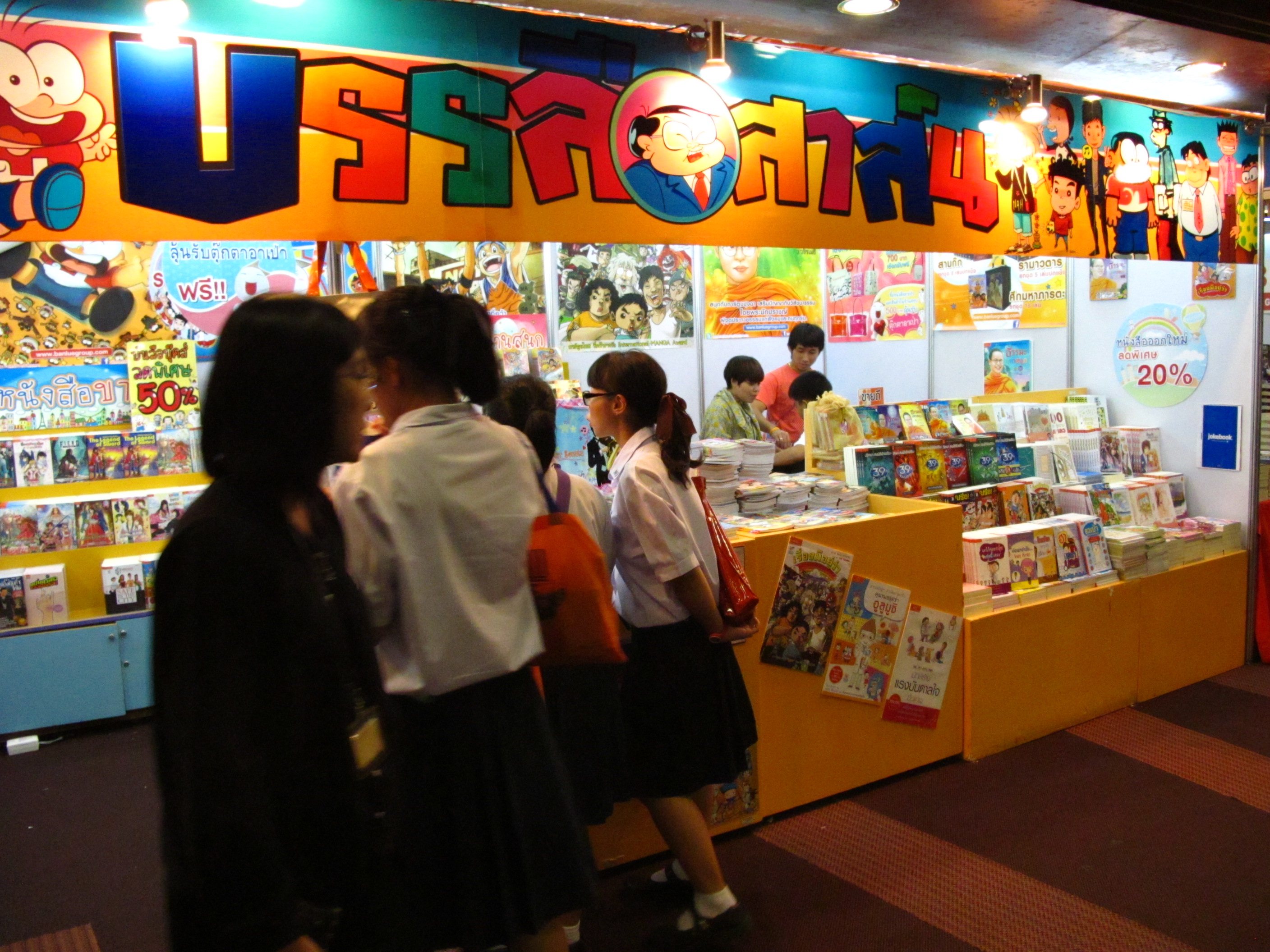
Monter med serier från Banlue Group.

De tidigaste thailändska skämtteckningarna skapades på 1910-talet av Vajiravudh, kungen av dåvarande Siam, för tidningen Dusit Samit. Vajiravudh hade blivit bekant med fenomenet under sin utbildning vid Oxfords universitet, och var, utöver tecknandet, även verksam som romanförfattare, konstnär, och översättare. Thailands första regelrätta tecknade serier var dagspresserier tecknade i Vajiravudhs efterföljd, av Sawat Chutarop på 1920-talet. 1938 skapade Prayoon Chanyavongs serien Suk Lek (ศุขเล็ก) vars titelhjälte kommit att bli en av de mest välkända thailändska seriefigurerna, och 1952 publicerades den första framgångsrika serien riktad till barn: Tuk Ka Ta (ตุ๊กตา) av Pimol Kalasee.
Under andra hälften av 1900-talet etablerades ett flertal thailändska serietidningar, varav Kai Hua Roh (ขายหัวเราะ, utgiven sedan 1973) och Maha Sanook (มหาสนุก, utgiven sedan 1975), från förlaget Banlue Group (สำนักพิมพ์บรรลือสาส์น), kommit att bli de mest framgångsrika. Båda tidningarna har en tradition av att fokusera på humorserier och bland förlagets mest namnkunniga serieskapare märks Phadung Kraisri, Pakdee Saentaweesuk, Watthana Petrasuwan, Suchart Phromrungrot, Kuad, och Jamnuun Leksohmthit.
1900-talets thailändska seriemarknad präglades till stor del av översatt manga, medan den inhemska serieproduktionen fick stå tillbaka. Runt millennieskiftet inleddes dock en ny, om än blygsam, våg av thailändska serier - tidigare hade landets huvudsakliga serieproduktion bestått av humor- och barnserier, men nu började allt fler action- och äventyrsserier, med påfallande inspiration från den japanska serietraditionen, att etableras. Bland de förlag som producerat "thaimanga" finns Burapat Comics (บุรพัฒน์), NED Comics (สำนักพิมพ์เนชั่น เอ็ดดูเทนเมนท์), Siam Inter Comics (สยามอินเตอร์คอมิกส์) Punica Publishing (สำนักพิมพ์พูนิก้า) och ToMorrow ComiX (TMCX), och i likhet med många mangaserier publiceras flera av dessa serier under både en inhemsk och en engelskspråkig titel.
Övriga sentida utgivare av japanska serier innefattar Bongkoch Publishing (บงกช พับลิชชิ่ง), som också publicerar amerikanska superhjälteserier som Superman och X-Men, samt VBK Publishing (วิบูลย์กิจ) och Luckpim Publishing (รักพิมพ์).
Under 2000-talets första decennium, till stor del som en följd av det nordamerikanska och europeiska intresset för japanska serier, nådde också för första gången thailändska serier utanför landets gränser. Supot Anawatkochakorns serie Apaimanee Saga (อภัยมณี ซาก้า), skapad  2001 och baserat på det thailändska 1800-talseposet Phra Aphai Mani, blev den första thaiserien att översättas till annat språk - bland annat franska. I spåren av Apaimanee Saga har ytterligare serier rönt internationell uppmärksamhet, däribland EXEcutional (เอ็กซีคิวชั่นแนล), skapad av Panuwat Wattananukul 2005; Garin's Uncanny File (การิน ปริศนาคดีอาถรรพ์) skapad av Aii och Black Tohfu 2008 och populär i Malaysia; samt den i Japan prisbelönta Super Dunker (สตรีทบอลสะท้านฟ้า) skapad 2008 av Jakraphan Huaypetch.

## Etymologi
Det vanligen förekommande begreppet "การ์ตูน" ("gadtun") är ett lånord från engelskans "cartoon", och innefattar utöver tecknade serier, också närliggande företeelser som skämtteckningar och animerad film. Begreppet "การ์ตูนเรื่องยาว" ("seriell cartoon") förekommer för att avgränsa innebörden, liksom lånorden "คอมิกส์" ("khawmigs"), från engelskans "comics", och "มังงะ", en transkription av det japanska "manga".